# Cosimo Giotti
Cosimo Giotti, est un poète et librettiste d'opéras italien né à Florence le 15 avril 1759 et mort dans cette même ville le 10 février 1830.

## Biographie

### Enfance et études
Né à Florence le 15 avril 1759, il est l'un des élèves de Marco Lastri. Enfant, il perd l'usage de son œil droit, et à dix-huit ans il devient tout à fait aveugle. Il continue ses études malgré son handicap et se fait remarquer pour sa spiritualité et son instruction.

### Activité
Il s'exerce dans sa jeunesse à traduire, soit en vers, soit en prose des pieces du théâtre français et travaille ensuite sur compositions originales.
Il fait jouer tour à tour Gusmano di Almeida et Inès de Castro, pièces célèbres du théâtre italien. Après avoir acquis une juste célébrité, Giotti se retire de la carrière littéraire.
Des difficultés financières l'obligent à donner des leçons de langue et d'histoire. Un Hollandais, son éleve, lui fait une pension de dix écus par mois, et vient souvent du fond des Pays-Bas lui rendre visite à Florence.

### Mort
Giotti meurt à Florence le 10 février 1830,.